# Ruth Peetoom
Gerhardine Ruth Peetoom (Breda, 25 juli 1967) is een Nederlands theoloog, CDA-politicus en bestuurder. Sinds 1 september 2021 is zij voorzitter van de Nederlandse ggz. Van 1 maart 2019 tot 1 september 2021 was zij uitgever bij het Friesch Dagblad. Van 2 april 2011 tot 9 februari 2019 was zij partijvoorzitter van het CDA. Tussen mei 1999 en mei 2011 was zij predikant in de Protestantse Kerk in Nederland.

## Biografie
Peetoom verhuisde op haar vierde naar Oost-Groningen vanwege het werk van haar vader. Na het vwo op het Ubbo Emmius Lyceum in Stadskanaal ging zij theologie studeren met als hoofdvak ethiek aan de Vrije Universiteit Amsterdam, met als bijvakken christelijk-sociaal denken en kerk en politiek aan de VU en staatsrecht, bestuurswetenschappen en parlementaire geschiedenis aan de Rijksuniversiteit Groningen. Zij was als protestantse predikante aanvankelijk vanaf 1999 actief in Groningen bij de Immanuelkerk. Van mei 2006 tot mei 2011 was zij in die functie verbonden aan de Nicolaïkerk in Utrecht.

## Politiek
Van 1999 tot 2005 was zij lid van de CDA-fractie in de Groninger Provinciale Staten. In 2010 was zij vicevoorzitter van de Commissie-Frissen die de verkiezingsnederlaag onderzocht van het CDA bij de Tweede Kamerverkiezingen 2010. In 2011 stelde zij zich kandidaat voor het partijvoorzitterschap. Na de eerste stemronde bleef zij over met Sjaak van der Tak. Met 8.575 stemmen, 60,9% van het totaal, werd zij op 2 april 2011 in de tweede stemronde verkozen. Daarmee volgde zij interim-voorzitter Liesbeth Spies op. Het CDA-congres in 2011 en Peetoom drongen aan op de instelling van het Strategisch beraad CDA en de eerste voorzitter werd Aart Jan de Geus.
Op 10 december 2011 noemde Peetoom in een interview met NRC Handelsblad gezonde overheidsfinanciën een randvoorwaarde, geen doel. Volgens haar moeten fundamentele kwesties als de gezondheidszorg, arbeidsmarkt en de woningmarkt aangepakt worden. Niet wat iets kost is belangrijk, wel de waarde die het heeft.
Over de immigratie en ontwikkelingshulp zei Peetoom op 12 maart 2012 tijdens haar start van een provincietour in het Limburgse Well, dat van verdere aanscherping van de immigratieregels en bezuiniging op ontwikkelingshulp geen sprake kan zijn omdat volgens haar in de huidige afspraken in het regeerakkoord al de uiterste grenzen zijn bereikt. Daarmee schond zij de afspraak om tijdens de toen lopende coalitieonderhandelingen over verdere bezuinigingen, geen politieke uitspraken te doen. Peetoom ontkende de uitspraken, maar aanwezige journalisten bevestigden ze.
Op 28 januari 2019 gaf Peetoom in het Family7-televisieprogramma Thuis van Jan van den Bosch een openhartige kijk in haar leven en haar tijd bij het CDA. Op 9 februari 2019 werd zij als partijvoorzitter van het CDA opgevolgd door Rutger Ploum.

## Na de politiek
Van 1 maart 2019 tot 1 september 2021 was Peetoom werkzaam als uitgever bij het Friesch Dagblad. Op 25 juni 2021 werd bekendgemaakt dat Peetoom door de leden van de Nederlandse ggz, voorheen GGZ Nederland, is verkozen tot nieuwe voorzitter met ingang van 1 september van dat jaar. Hiermee volgt zij Jacobine Geel op die na twee termijnen afscheid neemt als voorzitter. Peetoom is lid van de raad van toezicht van Cordaid. Sinds 1 september 2021 is Peetoom voorzitter van het bestuur van het Christelijk-Sociaal Congres (CSC). Sinds 1 januari 2023 is ze lid van de raad van toezicht van de Evangelische Omroep (EO).

## Persoonlijk
Peetoom is getrouwd met de Groninger Commissaris van de Koning en oud-CNV-vakbondsvoorzitter René Paas (CDA). Ze heeft drie kinderen.
- Parlement.com: vio0hgj5wqy9

- Parlement.com: vio0hgj5wqy9